# Copa de Campeones de la Concacaf 1992
La Copa de Campeones de 1992 fue la vigésimo octava edición de la Copa de Campeones de la Concacaf, torneo de fútbol más importante a nivel de clubes de Norteamérica, Centroamérica y el Caribe organizado por la Concacaf.
El América de México venció en la final al Alajuelense de Costa Rica para ganar el título por cuarta ocasión.

## Zona Centroamericana

### Primera ronda

#### Motagua - Comunicaciones
| 19 de febrero de 1992 | Comunicaciones      | 1:2 (0:0) | Motagua                                   | Estadio Mateo Flores, Ciudad de Guatemala |  |
|                       | Luciano Álvarez 90' |           | Miguel Seminario 65' · Fabricio Pérez 75' |                                           |  |

| 15 de marzo de 1992 | Motagua | 0:0 (Global 2:1) | Comunicaciones | Estadio Nacional de Tegucigalpa, Tegucigalpa |  |

#### Luis Ángel Firpo - Pumas UNAM
| 26 de febrero de 1992 | Luis Ángel Firpo | 0:0 | Pumas UNAM | Estadio Sergio Torres, Usulután |  |
|                       |                  |     |            | Asistencia: 15,000 espectadores |  |

| 31 de marzo de 1992 | Pumas UNAM | 0:1 (0:1) (Global 0:1) | Luis Ángel Firpo | Los Angeles Memorial Coliseum, Los Ángeles |  |
|                     |            |                        | de Mello 34'     |                                            |  |

#### Alajuelense - Municipal
| 23 de marzo de 1992 | Municipal         | 1:1 | Alajuelense      | Estadio Mateo Flores, Ciudad de Guatemala |  |
|                     | Juan Carlos Plata |     | Monzón ?' (a.g.) |                                           |  |

| 28 de marzo de 1992 | Alajuelense                  | 2:1 (Global 3:2) | Municipal   | Estadio Alejandro Morera Soto, Alajuela |  |
|                     | Austín Berry · Richard Smith |                  | Julio Rodas |                                         |  |

### Segunda ronda
| 25 de abril de 1992 | Motagua        | 1:3 | Alajuelense                   | Estadio Nacional de Tegucigalpa, Tegucigalpa |  |
|                     | Fabricio Pérez |     | Richard Smith · Alfonso Durán |                                              |  |

| 29 de abril de 1992 | Alajuelense                                    | 2:0 (1:0) (Global 5:1) | Motagua | Estadio Alejandro Morera Soto, Alajuela |  |
|                     | Alexander Víquez 4' · Juan Carlos Arguedas 49' |                        |         |                                         |  |

### Tercera ronda
| 10 de junio de 1992 | Alajuelense | 1:0 (0:0) | LA Firpo | Estadio Alejandro Morera Soto, Alajuela |  |
|                     | Smith 50'   |           |          |                                         |  |

| 24 de junio de 1992 | LA Firpo                   | 2:1 (1:0) (3:5 p.)(Global 2:2) | Alajuelense | Los Angeles Memorial Coliseum, Los Ángeles |  |
|                     | de Mello 44' · Estrada 89' |                                | Badilla 80' |                                            |  |

## Zona Norte/Centroamericana

### Primera ronda

#### La Victoria - Diriangén
| Equipo Local Ida | Resultado | Equipo Visitante Ida | Ida   | Vuelta |
| ---------------- | --------- | -------------------- | ----- | ------ |
| La Victoria      | 2 - 1     | Diriangén            | 1 - 0 | 1 - 1  |

#### Real España - Águila
| 21 de marzo de 1992 | Real España | 0:0 | Águila | Estadio Francisco Morazán, San Pedro Sula |  |
|                     |             |     |        | Asistencia: 5,731 espectadores            |  |

| 21 de marzo de 1992 | Águila         | 1:3 (0:0) (Global 1:3) | Real España                                                       | Estadio Juan Francisco Barraza, San Miguel |  |
|                     | Hugo Coria 65' |                        | Luis Vallejo 47' · Washington Hernández 75' · Ciro Castillo 90+1' |                                            |  |

#### Dallas Rockets - Cemcol-Crown
| 22 de marzo de 1992 | Cemcol-Crown | 0:1 | Dallas Rockets | MCC Grounds, Ciudad de Belice |  |
|                     |              |     | Eloy Salgado   |                               |  |

| 28 de marzo de 1992 | Dallas Rockets              | 2:1 (Global 3:1) | Cemcol-Crown | Richardson, Estados Unidos |  |
|                     | Diego Castro · Kenny Latham |                  | Desconocido  |                            |  |

#### Hamilton International - Vancouver 86ers
| Equipo Local Ida       | Resultado | Equipo Visitante Ida | Ida | Vuelta |
| ---------------------- | --------- | -------------------- | --- | ------ |
| Hamilton International | w/o       | Vancouvers 86ers     | -   | -      |

#### América - Saprissa
| 22 de marzo de 1992 | Saprissa | 0:0 | América | Estadio Ricardo Saprissa Aymá, San José |  |

| 31 de marzo de 1992 | América                                                                        | 4:2 (3:0) (Global 4:2) | Saprissa                                 | Estadio Azteca, Distrito Federal |  |
|                     | Luis Roberto Alves 33' 59' · Antonio Carlos Santos 5' · José Enrique Rodón 13' |                        | Benjamín Mayorga 64' · William Mejía 73' |                                  |  |

#### S. F. Bay Blackhawks - Euro Kickers
| 25 de marzo de 1992 | S. F. Bay Blackhawks                                         | 10:0 | AFC Euro Kickers | San Francisco, California |  |
|                     | Peter Isaac · Dominic Kinnear · Townsend Qin · Desconocido/s |      |                  |                           |  |

| 29 de marzo de 1992 | AFC Euro Kickers | 1:0 (Global 1:10) | S. F. Bay Blackhawks | San Francisco, California |  |
|                     | Desconocido/s    |                   |                      |                           |  |

#### Tauro - Real Estelí
| 27 de marzo de 1992 | Tauro                                  | 2:0 | Real Estelí | Estadio La Pedregaleña, Ciudad de Panamá |  |
|                     | Pércival Piggott (pen.) · Molina (a.g) |     |             |                                          |  |

| 29 de marzo de 1992 | Real Estelí | 1:5 (Global 1:7) | Tauro                           | Estadio La Pedregaleña, Ciudad de Panamá |  |
|                     |             |                  | Edgar Samaniego · Desconocido/s |                                          |  |

### Segunda ronda

#### Dallas Rockets - Hamilton International
| 11 de abril de 1992 | Dallas Rockets                                             | 4:0 | Hamilton International | Tyler's Rose Stadium, Dallas |  |
|                     | Desconocido · Diego Castro · Patrick Krejs · Willie Molano |     |                        |                              |  |

| 2 de mayo de 1992 | Hamilton International | 1:2 | Dallas Rockets                 | Estadio Nacional de las Bermudas, Hamilton |  |
|                   | Paul Towlson           |     | Eddie Radwanski · Eloy Salgado |                                            |  |

#### S. F. Blackhawks - La Victoria
| 18 de abril de 1992 | S. F. Bay Blackhawks                        | 3:2 | La Victoria   | Spartan Stadium, San José |  |
|                     | John Doyle · Dominic Kinnear · Eric Wynalda |     | Desconocido/s |                           |  |

| 3 de mayo de 1992 | La Victoria | 0:2 (Global 2:5) | S. F. Bay Blackhawks          | MCC Grounds, Ciudad de Belice |  |
|                   |             |                  | Dave Salzwedel · Eric Wynalda |                               |  |

### Tercera ronda

#### Dallas Rockets - Tauro
| 16 de mayo de 1992 | Tauro       | 1:3 | Dallas Rockets               | Richardson, Estados Unidos |  |
|                    | Desconocido |     | David Hudgell · Eloy Salgado |                            |  |

| 20 de mayo de 1992 | Dallas Rockets             | 2:2 (Global 5:3) | Tauro                          | Tyler's Rose Stadium, Dallas   |                                |
|                    | Eloy Salgado · Frank Vélez |                  | Noel Gutiérrez · Juan Palacios | Asistencia: 3,200 espectadores | Asistencia: 3,200 espectadores |

#### S. F. Bay Blackhawks - Real España
| 14 de junio de 1992 | S. F. Bay Blackhawks                      | 3:0 | Real España | Spartan Stadium, San José |  |
|                     | John Doyle · Joey Leonetti · Mike Masters |     |             |                           |  |

| 16 de junio de 1992 | Real España | 0:3 (Global 0:6) | S. F. Bay Blackhawks                             | Spartan Stadium, San José |  |
|                     |             |                  | Mike Masters · Derek Van Rheenen · Joey Leonetti |                           |  |

### Cuarta ronda
| 2 de agosto de 1992 | Dallas Rockets | 1:2 | América                                   | Franklin Field, Dallas         |                                |
|                     | Eloy Salgado   |     | Luis Roberto Alves 12' · Hugo Sánchez 72' | Asistencia: 8,500 espectadores | Asistencia: 8,500 espectadores |

| 5 de agosto de 1992 | América                                                                          | 5:1 (3:0) (Global 7:2) | Dallas Rockets   | Estadio Azteca, Distrito Federal |  |
|                     | Luis Roberto Alves 31' 33' 48' · Hugo Sánchez 21' (pen.) · Germán Martelotto 51' |                        | Kenny Dathau 62' |                                  |  |

### Quinta ronda
| 9 de agosto de 1992 | América                                           | 3:1 (0:0) | S. F. Bay Blackhawks | Estadio Azteca, Distrito Federal |  |
|                     | Hugo Sánchez 76' 78' (pen.) · Eduardo Córdova 47' |           | Peter Isaacs 53'     |                                  |  |

| 16 de agosto de 1992 | S. F. Bay Blackhawks             | 2:1 (2:1) (Global 3:4) | América                 | Spartan Stadium, San José, California |  |
|                      | Joe Leonetti 5' · Tim Martin 39' |                        | Hugo Sánchez 24' (pen.) |                                       |  |

## Zona del Caribe

### Zona 1

#### Ronda preliminar
| Equipo Local Ida           | Resultado | Equipo Visitante Ida | Ida   | Vuelta |
| -------------------------- | --------- | -------------------- | ----- | ------ |
| San Cristóbal Bancredicard | 5 - 4     | Unique               | 2 - 1 | 3 - 3  |

#### Primera ronda
| Equipo Local Ida           | Resultado | Equipo Visitante Ida | Ida   | Vuelta |
| -------------------------- | --------- | -------------------- | ----- | ------ |
| RCA                        | 5 - 7     | Sithoc               | 3 - 2 | 2 - 5  |
| Strikers                   | 0 - 7     | Aiglon du Lamentin   | 0 - 0 | 0 - 7  |
| Transvaal                  | 2 - 1     | Trintoc              | 2 - 0 | 0 - 1  |
| San Cristóbal Bancredicard | 3 - 4     | Solidarité Scolaire  | 3 - 3 | 0 - 1  |

#### Segunda ronda
| Equipo Local Ida   | Resultado    | Equipo Visitante Ida | Ida   | Vuelta |
| ------------------ | ------------ | -------------------- | ----- | ------ |
| Sithoc             | 2-2 (3-2 p.) | Transvaal            | 2 - 1 | 0 - 1  |
| Aiglon du Lamentin | 2 - 1        | Solidarité Scolaire  | 1 - 0 | 1 - 1  |

#### Tercera ronda
| Equipo Local Ida | Resultado    | Equipo Visitante Ida | Ida   | Vuelta |
| ---------------- | ------------ | -------------------- | ----- | ------ |
| Sithoc           | 3-3 (2-4 p.) | Aiglon du Lamentin   | 2 - 2 | 1 - 1  |

### Zona 2

#### Ronda preliminar
| Equipo Local Ida | Resultado | Equipo Visitante Ida | Ida | Vuelta |
| ---------------- | --------- | -------------------- | --- | ------ |
| Rockmaster       | w/o       | Guayama              | -   | -      |

- Guayama abandonó el torneo.

#### Primera Ronda
| Equipo Local Ida          | Resultado      | Equipo Visitante Ida   | Ida   | Vuelta |
| ------------------------- | -------------- | ---------------------- | ----- | ------ |
| ASC Le Geldar             | 1 - 2          | Robinhood              | 1 - 0 | 0 - 2  |
| Jong Colombia             | 2 - 2 (2-4 p.) | Mayaro United          | 1 - 0 | 1 - 2  |
| Robert                    | 10 - 1         | Rockmaster             | 6 - 0 | 4 - 1  |
| L'Etoile de Morne-à-l'Eau | w/o            | Scholars International | -     | -      |

- Scholars International abandonó el torneo.

#### Segunda ronda
| Equipo Local Ida | Resultado | Equipo Visitante Ida      | Ida   | Vuelta |
| ---------------- | --------- | ------------------------- | ----- | ------ |
| Robert           | 1 - 2     | L'Etoile de Morne-à-l'Eau | 1 - 1 | 0 - 1  |
| Robinhood        | 2 - 1     | Mayaro United             | 2 - 0 | 0 - 1  |

#### Tercera ronda
| Equipo Local Ida          | Resultado | Equipo Visitante Ida | Ida   | Vuelta |
| ------------------------- | --------- | -------------------- | ----- | ------ |
| L'Etoile de Morne-à-l'Eau | 3 - 4     | Robinhood            | 3 - 1 | 0 - 3  |

## Cuadro de desarrollo
|  | Semifinales                     | Semifinales |   |  | Final                         | Final |  |
|  |                                 |             |   |  |                               |       |  |
|  | 4 de octubre de 1992, Querétaro |             |   |  |                               |       |  |
|  | América                         | 7           |   |  |                               |       |  |
|  | Robinhood                       | 0           |   |  |                               |       |  |
|  |                                 |             |   |  |                               |       |  |
|  |                                 |             |   |  | 5 de enero de 1993, Santa Ana |       |  |
|  |                                 |             |   |  | América                       | 1     |  |
|  |                                 | Alajuelense | 0 |  |                               |       |  |
|  |                                 |             |   |  |                               |       |  |
|  |                                 |             |   |  |                               |       |  |
|  |                                 |             |   |  |                               |       |  |
|  | 4 de octubre de 1992, Querétaro |             |   |  |                               |       |  |
|  | Alajuelense                     | 2           |   |  |                               |       |  |
|  | Aiglon du Lamentin              | 1           |   |  |                               |       |  |

### Semifinales
| 4 de octubre de 1992 | América                                                                                           | 7:0 (4:0) | Robinhood | Estadio Corregidora, Santiago de Querétaro |  |
|                      | Martellotto 41' 82' · Alex Domínguez 7' · Zague 29' · Farfán 35' · Sánchez 46' (pen.) · Rodón 88' |           |           |                                            |  |

| 4 de octubre de 1992 | Alajuelense              | 2:1 (1:0) | Aiglon du Lamentin | Estadio Corregidora, Santiago de Querétaro |                                 |
|                      | Badilla 45' · Quirós 52' |           | Fondelot 80'       | Asistencia: 17,000 espectadores            | Asistencia: 17,000 espectadores |

### Final
| 5 de enero de 1993 | América     | 1:0 (0:0) | Alajuelense | Santa Ana Stadium, Santa Ana                          |                                                       |
|                    | Sánchez 67' | Reporte   |             | Asistencia: 35 000 espectadores Árbitro(s): Majid Jay | Asistencia: 35 000 espectadores Árbitro(s): Majid Jay |

| México                     |
| América Campeón 4.º título |